# Carl Jung (Mediziner)
Carl Jung  (* 30. Juli 1868 in Wetzlar; † 26. August 1944 in Berlin) war ein deutscher Zahnarzt und Hochschullehrer an der Ruprecht-Karls-Universität Heidelberg und der Friedrich-Wilhelms-Universität Berlin.
Jung studierte ab 1888 in Berlin Medizin und promovierte 1892 (Dr. med.). Ab 1891 war er Assistent am zahnärztlichen Institut der Universität Berlin und bis 1895 wissenschaftlicher Hilfsarbeiter bei Willoughby D. Miller. 1893, 1894 und 1895 unternahm er eine Studienreise an verschiedene Universitäten der USA. 1895 wurde er Direktor des neu gegründeten zahnärztlichen Instituts der Universität Heidelberg als Privatdozent. 1898 wurde er dort Titular-Professor. Zuvor hatte er 1898 einen Ruf an das Cosmopolitan Postgraduate College in Chicago abgelehnt. 1900 verließ er die Universität Heidelberg und wurde außerordentlicher Professor an der Universität Berlin. 1914 bis 1918 leistete er Wehrdienst.
Er trug zur Real-Encyclopädie der gesammten Heilkunde von Albert Eulenburg bei.
Jung war Ehrenmitglied der Deutschen Zahnärzteschaft.

## Schriften
- Die Erkrankungen der Wurzelhaut des Zahnes, 1894
- Anatomie und Pathologie der Zähne und des Mundes, Wien 1898
- Allgemeine Therapie der Mund- und Zahnkrankheiten, in Eulenburg, Samuel (Hrsg.), Lehrbuch der allgemeinen Therapie, 1898
- Die Handhabung der Instrumente zur Extraktion der Zähne, 1898
- Das Füllen der Zähne und die verwandten Arbeiten, Wien 1905
- Laboratoriumskunde des Zahnarztes, Berlin 1905, 2. Auflage 1921
- Lehrbuch der zahnärztlichen Technik, Wien 1897, 3. Auflage 1907